# Jeden prsten
Prsten moci, známý též jako Jeden prsten, Vládnoucí prsten, Velký prsten moci
nebo Isildurova zhouba, je magický prsten ve fantasy příbězích z J. R. R. Tolkienova světa Středozemě. 

## Prsten moci
Prsten moci vytvořil Temný pán Sauron během Druhého věku, aby zvětšil svou moc a získal vládu nad elfy ve Středozemi. V převlečení za Annatara pomohl elfským kovářům v Eregionu v tvorbě Prstenů moci. Sám v tajnosti ukul v Hoře osudu Vládnoucí prsten. Protože elfí prsteny byly mocné a ten Sauronův musel být ještě mocnější, aby je mohl ovládat, vložil do prstenu část své vlastní fëa (česky duše či spirituální síly). Tím však riskoval pro případ, že by mu byl prsten odňat nebo zničen.
Ač Prsten moci vypadal jako zlatý, byl prakticky nezničitelný a mohl být zničen jedině vhozením do ohně sopky Hory osudu, ve které byl původně ukován. Na rozdíl od ostatních Prstenů neměl žádný kámen, ale bylo jej možno poznat jednoduchou (ač málo známou) zkouškou: když se zahřál v ohni, rozžhavil se na něm nápis psaný písmeny Tengwar v Černořeči Mordoru s dvojverším:
Aš nazg durbatulûk, aš nazg gimbatul,
aš nazg thrakatulûk, agh burzum-iši krimpatul.
V angličtině:
One ring to rule them all,
one ring to find them
one ring to bring them all
and in the darkness bind them
V překladu Stanislavy Pošustové:
Jeden prsten vládne všem,
jeden jim všem káže,
jeden všechny přivede,
do temnoty sváže.
Když si někdo navlékl Prsten moci, byl částečně „posunut“ z fyzického světa do světa přízraků. Ve filmové trilogii Petera Jacksona Pán prstenů je ten, kdo si Prsten moci nasadil, zobrazen jako ve světě stínů, kde je všechno zdeformováno, ale toto neodpovídá Tolkienově předloze, neboť Bilbo nebo Frodo Pytlík by se jistě o tom zmínili. Kvůli filmu však bylo nutné použít filmový efekt pro svět stínů, ale v knize je zvláště Bilbo evidentně schopen chovat se normálně i s nasazeným prstenem.
Přirozenou vlastností Prstenu moci bylo, že pomalu ale nevyhnutelně svého nositele posouval směrem ke zlu, bez ohledu na jeho snahu o opak. Zda to byla záměrná součást magie Jednoho prstenu, nebo pouze vedlejší důsledek jeho zlého původu, nevíme. Sauron by mohl chtít Prsten moci takovou vlastností obdařit, ale nejspíše nikdy nemyslel, že ho bude nosit někdo kromě něj. Z toho důvodu se Moudří, včetně Gandalfa, Elronda a Galadriel, odmítli stát držiteli Jednoho prstenu i pro svou vlastní obranu, a místo toho rozhodli, že musí být zničen. Otázkou je, jestli byl Prsten moci vyroben jako zbraň pro válku nebo jen na ovládání ostatních prstenů moci. Pravděpodobné je, že to bylo tak napůl. Kdyby ho nosila například Galadriel, možná by ho dokázala použít i jako zbraň. Jisté je to, že v prstenu byla obrovská síla a moc. Prsten moci však nijak nepůsobil na Toma Bombadila. To může být vysvětleno mnoha způsoby (viz článek o Tomu Bombadilovi, který obsahuje několik teorií).

## Dějiny Prstenu moci
Po jeho vyrobení (kolem roku 1600 Druhého věku) Sauron nosil Prsten moci. Elfové však prohlédli jeho lest a své prsteny sňali. Sauron proti nim vedl válku a zmocnil se během ní Sedmi a Devíti, Tři však nemohl nalézt.
Do války se však zapojili také Númenorejci a Sauron nakonec kapituloval. Během druhého věku měl prsten u sebe. Po pádu Númenoru se vrátil do Středozemě a rozpoutal válku Posledního spojenectví. I když zabil Gil-galada a Elendila, Isildur mu prsten vzal a tím ho připravil o hmotné tělo a velkou část moci.
Po Isildurově smrti v bitvě na Kosatcových polích (v roce 2 Třetího věku) zůstal prsten na dně Anduiny skoro 2500 let, až ho při rybaření našel Hobit Déagol. Déagol byl následně zabit Sméagolem, jenž se zmocnil prstenu. Sméagol jej měl u sebe až do chvíle, kdy se prsten probudil a opustil jej. Dlouhodobým působením prstenu se změnil ve stvoření známé jako Glum.
V knize Hobit se dočteme, jak Bilbo Pytlík, když se ztratil v jeskyních Mlžných hor, našel Prsten moci nedaleko Glumova doupěte a zjistil, že neviditelnost mu může být užitečná. (Když Tolkien Hobita psal, ještě neměl vymyšlený temný příběh Prstenu moci.)

### Seznam bytostí, které držely Prsten moci a způsob, jak ho získaly
1. Sauron — Ukul ho v puklinách Hory osudu.
2. Isildur — Vzal si ho po bitvě na Dagorladu a navzdory radám Círdana a Elronda ho odmítl zničit.
3. Déagol — Vylovil ho z Velké řeky Anduiny.
4. Sméagol (Glum) — Zabil Déagola a prsten mu vzal.
5. Bilbo Pytlík — Našel prsten ve skřetí jeskyni, kde ho Glum ztratil.
  - Gandalf – když Bilbovi balíček s Prstenem pro Froda upadl, Gandalf jej raději sám zdvihl a položil na určené místo.
6. Frodo Pytlík — Bilbo Pytlík mu prsten s pomocí Gandalfa dal (nebylo to snadné).
  - Tom Bombadil – půjčil si od Froda Prsten a předvedl, že na něj nepůsobí tak jako na ostatní.
  - někdo neznámý v Roklince – dal Frodovi Prsten na řetízek.
  - Boromir (pouze ve filmu Pán prstenů: Společenstvo prstenu, nikoliv v knize) – Frodo na zledovatělé stezce v průsmyku Caradhrasu upadne a ztratí řetízek s Prstenem. Boromir jej zvedne, přemýšlí, ale na žádost Aragorna jej vrací Frodovi.
7. Samvěd Křepelka — Když si myslel, že Frodo je mrtvý (poté, co ho napadla Odula), vzal prsten a pokračoval sám k Hoře osudu.
8. Frodo Pytlík — Když se Sam dozvěděl, že Frodo žije, a setkal se s ním, prsten mu vrátil (opět to nebylo snadné).
9. Glum — Ukousl Frodovi prst s prstenem přímo nad puklinou Hory osudu a spadl tam s ním.